# Palacio Episcopal de Córdoba
El Palacio Episcopal de Córdoba, España, se encuentra situado en pleno centro del casco histórico de la ciudad, declarado Patrimonio de la Humanidad por la Unesco en 1994, justo enfrente de la fachada occidental de la Mezquita-catedral de Córdoba. Con una estructura de 14.000 metros cuadrados, es uno de los edificios más extensos del centro y en su patio alberga la escultura de la Fuente del Elefante, uno de los símbolos del arte califal omeya. 
Con el objetivo de albergar el Centro de recepción de visitantes de la Mezquita-catedral, en mayo de 2019 comenzaron unas obras para recuperar el patio de Carruajes, concluyendo el 28 de octubre de 2021 donde se hallaron restos de una letrina del Alcázar andalusí. Sin embargo, las obras de musealización comenzaron en octubre de 2024 y finalmente se inaugurará en septiembre de 2025.

## Historia

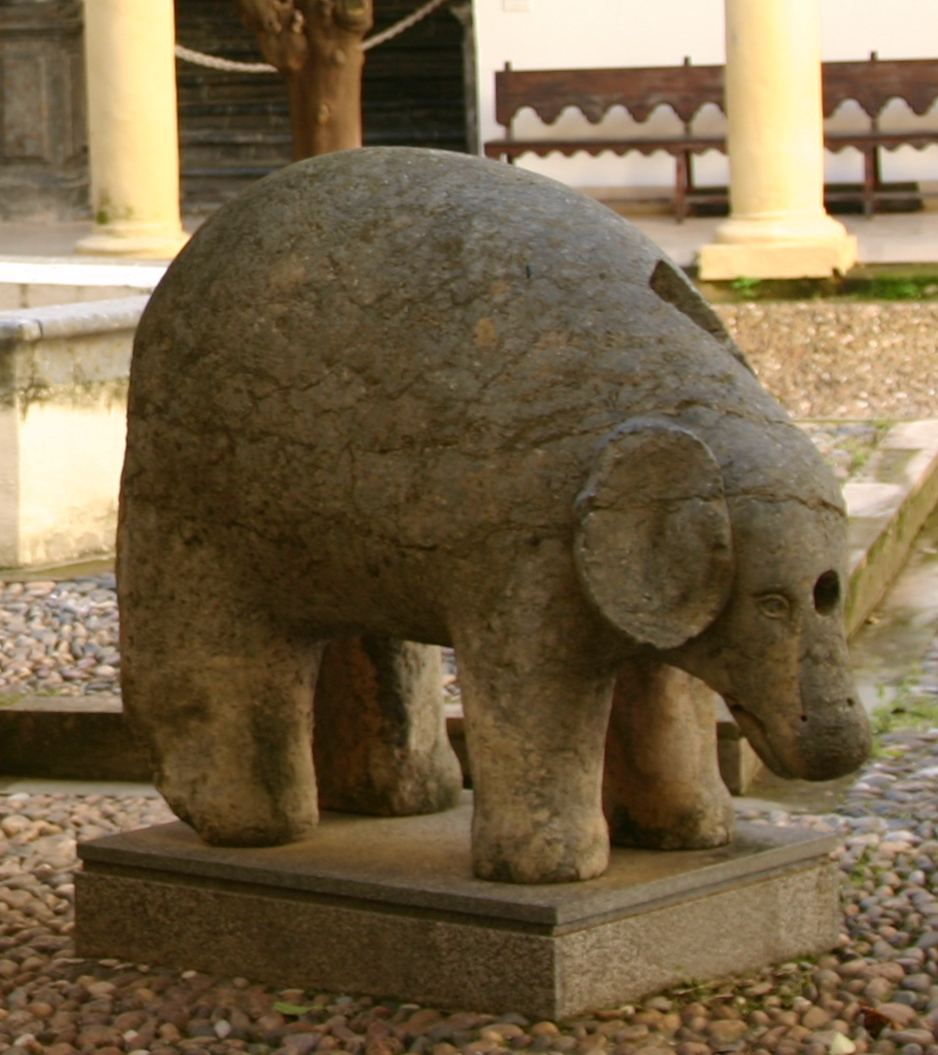
La Fuente del Elefante, escultura islámica del.

El Palacio Episcopal fue edificado sobre el antiguo Alcázar andalusí, de los que aún perviven los baños califales en el Campo Santo de los Mártires, además de la muralla que delimitaba el conjunto, incorporándose los torreones a la actual fachada renacentista, especialmente visibles en su zona oriental y norte.  

### Casa del obispo(sigloXVI)
Tras la conquista cristiana en 1236, Fernando III donó el edificio a Lope de Fitero, nuevo obispo de Córdoba. Desde entonces ha sido sede del Obispado de Córdoba y el palacio se conoció durante toda la época medieval como casa del obispo. La primera gran reforma cristiana se dio durante el siglo XV con la construcción de un palacete de estilo gótico, del que únicamente se mantienen dos ventanas de arcos ojivales en el Campo Santo de los Mártires con el escudo del obispo Juan Rodríguez Fonseca y unos restos arqueológicos conocidos como baños del obispo. Tras la cesión del Alcázar de los Reyes Cristianos por Isabel I a la Inquisición española, la mayoría de monarcas castellanos que visitaron Córdoba se hospedaron en el Palacio episcopal.
Juan Álvarez de Toledo realizó durante el siglo XVI la denominada galería del obispo. Del obispado de Leopoldo de Austria, sobrino del emperador Carlos V, aunque amplió en gran medida el palacio, únicamente se conserva una escalera de caracol y la mitad de una puerta renacentista con su escudo, actualmente integrada en el patio principal. A partir del Concilio de Trento, el edificio pasó a denominarse de Casa del obispo a Palacio episcopal.

### Obras del obispo Mardones(1607-1624)

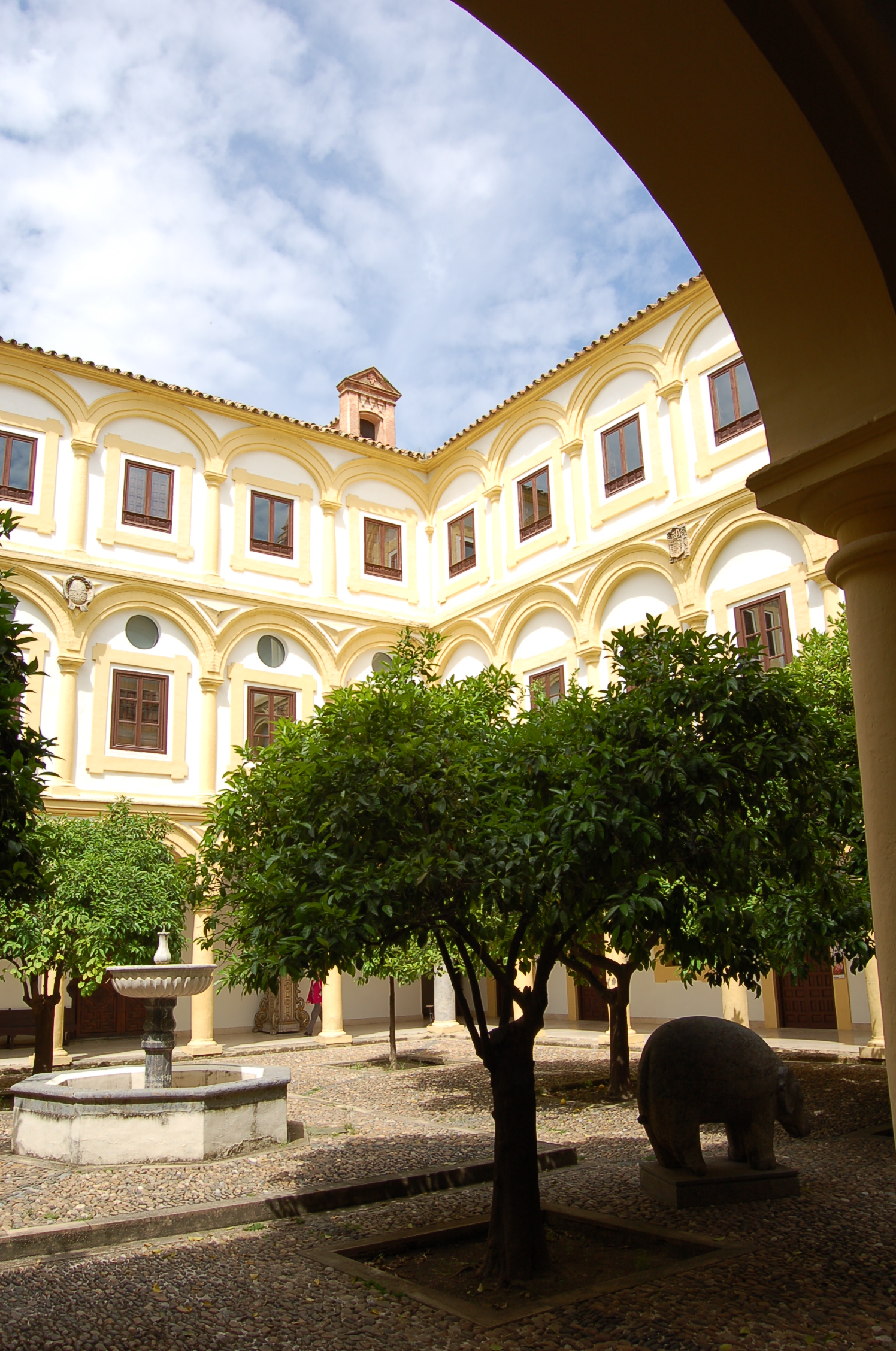
Patio principal del Palacio episcopal, realizado por el obispo Mardones en el.

La mayor transformación hasta la fecha fue dada por el obispo Diego de Mardones durante el siglo XVII, quien actuó en gran medida en la zona oriental del mismo. La mayoría de historiadores suelen datar de esta época a la totalidad del palacio.
Realizó grandes cambios en la fachada oriental, cuya fachada restauró, así como colocó grandes ventanas en los muros y levantó una tercera planta, en la que puede verse su escudo. Asimismo, construyó las torres norte (4,95 metros) y sur (4,88 metros) que dan un aire majestuoso desde el exterior y se convirtieron en símbolo del palacio, así como la portada principal, que muestra a ambos lados el escudo del religioso. Para realizar todas estas actuaciones en la fachada, el clérigo destruyó en 1617 el antiguo sabat del califa cordobés al-Hakam II, un puente-pasadizo que unía el antiguo Alcázar andalusí con la parte más sagrada en el interior de la Mezquita para uso exclusivo del califa.
El obispo también realizó la galería oriental del patio de Recibo, también conocido como patio de Carruajes, compuesto con seis arcos de medio punto (uno de ellos oculto parcialmente tras la construcción de la biblioteca del obispado), que fue cegada a finales del siglo XIX o principios del XX y que fue recuperado en unas obras de restauración en 2021. La cara norte del patio de Carruajes también fue realizada durante este mismo obispado, dando fe de ello sus escudos.
Una de las obras más destacadas de este obispo fue el patio central, de planta cuadrangular, consta de 28 arcos de medio punto y columnas toscanas. La primera y segunda plantas también estaban realizadas a modo de galería, aunque en el siglo XVIII se ciegan con ventanas. En la segunda planta se halla una estancia con una cúpula de pechinas cuyo uso se desconoce.

#### Otras obras delsigloXVII
El obispo Domingo Pimentel de Zúñiga instauró la cárcel episcopal en la zona occidental del patio de Recibo, cuya portada se encuentra actualmente el seminario de San Pelagio, donde fue trasladada en el siglo XX. Francisco de Alarcón mandó realizar una serie de retratos de todos los obispos hasta la fecha y las galerías donde fueron ubicados, así como un salón destinado a la celebración del sínodo diocesano.

### Obras del obispo Cebrián(1742-1752)
El 22 de julio de 1745 se produjo un grave incendio que dañó la mayor parte del complejo episcopal. Tras el fatídico hecho, el obispo Miguel Vicente Cebrián construyó la capilla de la Virgen del Pilar entre 1742 y 1752, de una única nave y precediendo a los altares con mármol blanco y negro. Tanto el retablo mayor, donde se expone una imagen de la Virgen del Pilar, como los retables menores, dedicados al arcángel San Miguel y Santo Tomás de Aquino, fueron realizados en 1750 por Pedro Duque Cornejo, arquitecto que realizó el coro de la Mezquita-catedral. El obispo Martín de Barcia concluyó la capilla de la Virgen del Pilar con la construcción de los dos retablos restantes, el de Santa Bárbara y el de San Martín de Tours, realizados entre 1760 y 1770 por Alonso Gómez de Sandoval, así como mandó hacer la campana de la espadaña.
Tras el incendio, la escalera barroca vino a sustituir a la anterior, también construida durante el obispado de Cebrián, realizada en mármol negro y techada por bóveda oval. La yesería es policromada y destaca un monaguillo de raza negra justo encima de la lámpara. Sobresale una escultura del Sagrado Corazón. Los tapices están dedicados a la música y a la dialéctica. El obispo Cebrián también habría sido el encargado del cerramiento de los intercolumnios de las plantas primera y segunda que formaban una galería para albergar viviendas y dependencias episcopales, así como la construcción de los graneros y la casa de pobres.

### Construcciones tardías
Baltasar Yusta y Navarro fue el encargado de realizar las escaleras que dirigían al Salón del Trono, pudiendo datar las mismas de 1782 y cuya fábrica se adjudica a Miguel Verdiguier. Toda su iconografía gira en torno a la portada de la obra Idea del Buen Pastor, de Núñez de Cepeda, encontrándose en sus muros laterales ángeles con atributos propios del obispado, mientras que en el muro norte hay grandes óvalos con imágenes de San Eulogio y el obispo Osio, y en el muro sur los apóstoles San Juan y San Pablo.
La expulsión de los jesuitas en 1767 hizo que muchos documentos acabaran en el Palacio Episcopal, por lo que el obispo Francisco Garrido de la Vega encargó al arquitecto Ventura Rodríguez en 1772 la creación de una biblioteca para albergarlos. Ventura construyó una crujía al sur del patio de Recibo, realizando el acceso por la calle Amador de los Ríos, finalizando las obras en 1803, cuando Agustín Ayestarán y Landa era el nuevo obispo e instalando su escudo en esta entrada. Los fondos se vieron de nuevo aumentados tras la abolición de la Inquisición española.
Durante la Guerra de independencia española, las tropas francesas de Dupont expoliaron el Palacio episcopal, así como el Palacio de Viana. Posteriormente, en el siglo XX, se realizaron las vidrieras de la escalera barroca, un nuevo acceso desde la fachada oriental al patio central junto a su cancela de hierro y la nueva fuente que preside el patio. Los antiguos graneros acabaron convertidos en el Colegio de San Rafael, hoy Biblioteca Provincial de Córdoba.

### Expropiación parcial
En 1970 el Cabildo de Córdoba mandó derribar varias estancias en la zona norte que estaban en estado de ruina. Este hecho, unido a algunas excavaciones que habían probado la existencia de restos arqueológicos del antiguo Alcázar andalusí, llevaron al Ministerio de Educación y Ciencia (Estado) a expropiar parcialmente el complejo en 1972, aunque los límites no quedaron definitivamente especificados hasta 1994. El Ayuntamiento restauró su parte proporcional para destinarla a uso cultural, cuyas obras, realizadas por el arquitecto Carlos Luca de Tena, tuvieron lugar entre 1980 y 1984 para destinarla a Biblioteca Provincial de Córdoba. La inauguración llegó el 17 de septiembre de este último año.
Durante principios del siglo XXI se han realizado algunas obras de restauración, especialmente la conservación de las galerías y de la antigua cocina. En 2012 comenzó un proceso de restauración de la fachada del edificio que tuvo una duración de seis meses. En abril de 2021 se anunció que la ventana que da al interior de la Librería Diocesana sería convertida en una puerta de acceso.

### Museo Diocesano
El obispo José Antonio Infantes Florido mandó transformar la zona palaciega del palacio en Museo Diocesano en 1980, debido a que la residencia del obispo desde hace décadas se ubica en el Seminario de San Pelagio. Las primeras colecciones abarcaron unas 500 piezas datadas desde el siglo XIII hasta el siglo XIX entre las que se incluían orfebrería, tapices, cuadros, libros corales, exposiciones temporales, entre otros. En el patio principal se exponen también esculturas zoomorfas, como la Fuente del Elefante, surtidor de agua de época califal trasladado en 1988 desde Sierra Morena para la apertura del museo. Las obras, que tuvieron lugar entre 1982 y 1987, fueron también realizadas por Carlos Luca de Tena, encargado de la restauración de la futura Biblioteca Provincial. El presupuesto, valorado en más de 43 millones de pesetas, fue pagado en primera fase por el Ministerio de Obras Públicas y en segunda fase por la Caja de Ahorros de Córdoba (CajaSur).
El Museo abrió sus puertas en 1989. Además, en 1990 Luca de Tena realizó en su interior el salón de actos del Palacio. El convenio con CajaSur estableció que durante diez años la gestión estaba compartida entre la entidad bancaria y el obispado, recuperando este último la gestión completa en 1999. Sin embargo, el Museo fue cerrado en 2006 para albergar dependencias administrativas de la Diócesis.

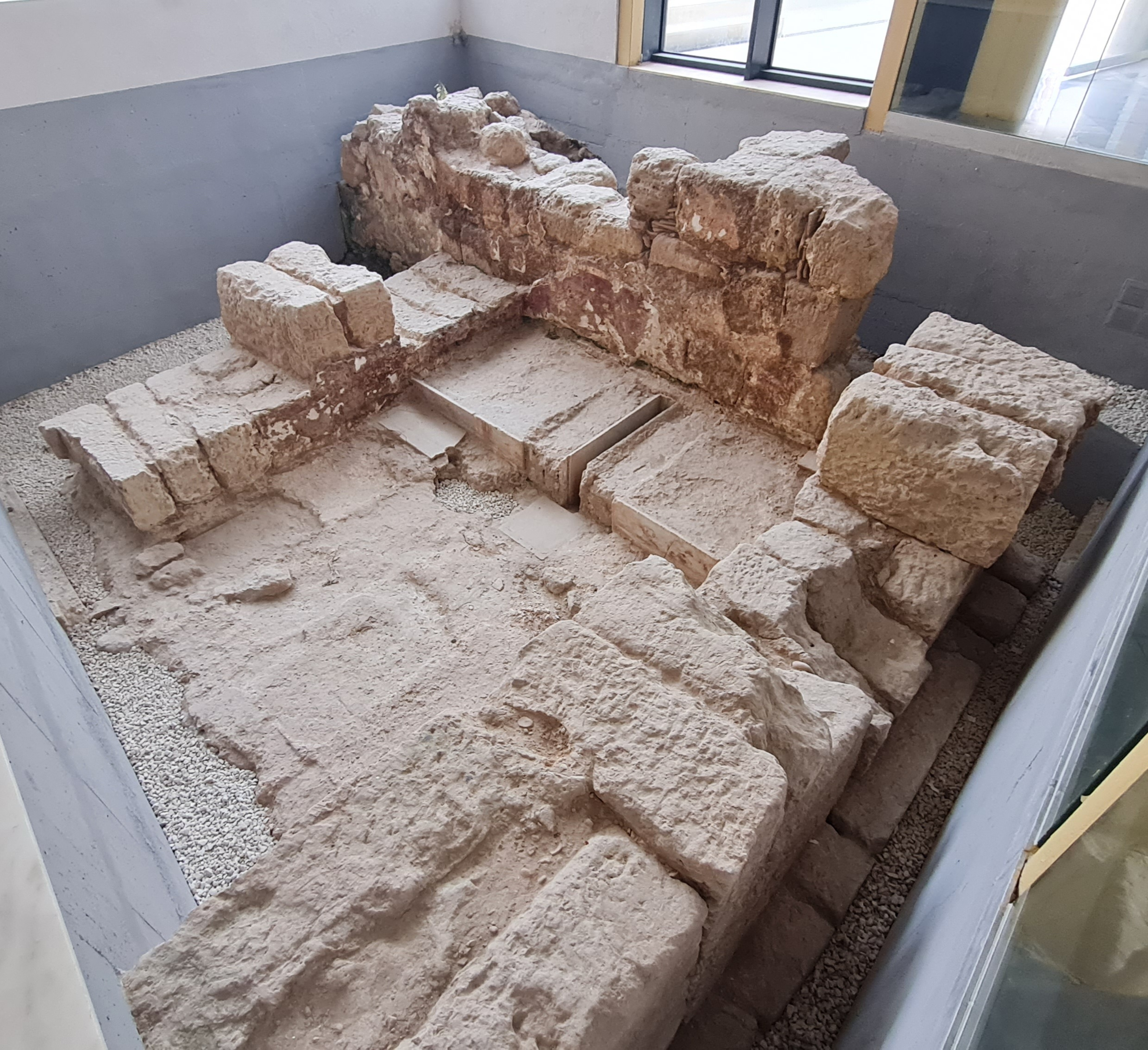
La letrina del Alcázar andalusí se descubrió en 2019 durante unas obras.

## Centro de recepción de visitantes de la Mezquita-Catedral
Tras un gran periplo para conseguir la licencia de obras de la concejalía de Urbanismo, en mayo de 2019 se procedió a recuperar el patio de Carruajes del edificio, también conocido como patio de San Eulogio, para albergar una cafetería y una tienda gourmet, espacio que fue inaugurado al público el 28 de octubre de 2021. Durante estas obras se descubrió una letrina del antiguo Alcázar andalusí, que quedaron integrados en la nueva sala. En octubre de 2024 comenzaron unas obras para albergar el Centro de recepción de visitantes de la Mezquita-Catedral. El proyecto dispone que en la entrada se ubique un punto para adquirir los tickets y las audioguías, así como una exposición con piezas originales y un video; en el patio se expondrá una gran maqueta del templo, mientras que en la primera planta se relatará las diferentes restauraciones que se van realizando en la Mezquita-Catedral. Las obras albergan un plazo de 9 meses, aunque finalmente se abrirá al público en septiembre de 2025.